# Iwan Nikolajewitsch Kusmin

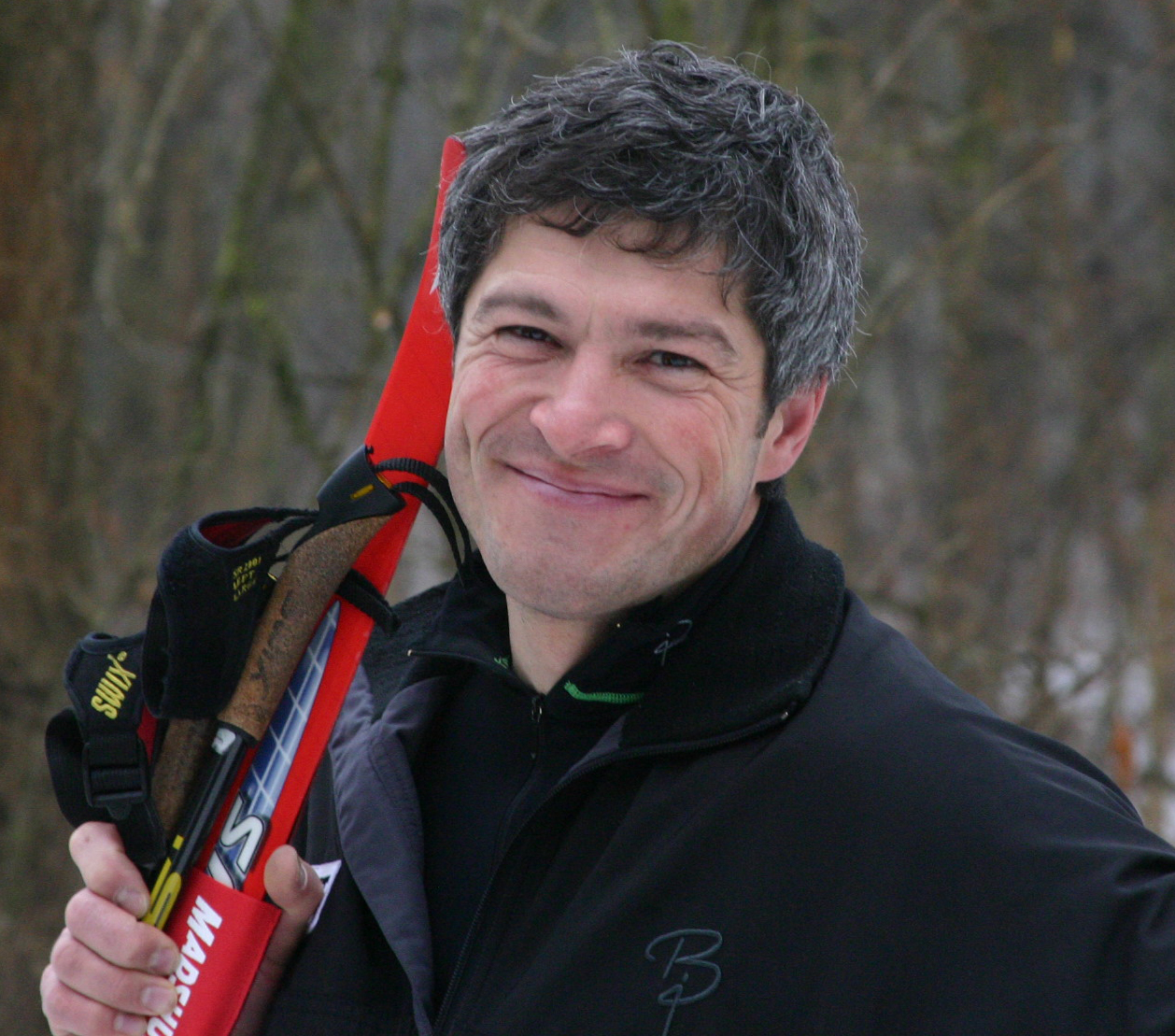
Iwan Kusmin, 2004

Iwan Nikolajewitsch Kusmin (russisch Иван Николаевич Кузьмин; * 25. April 1962) ist ein ehemaliger russischer Ski-Orientierungsläufer.
Kusmin wurde in eine sportliche Familie geboren. Seine Mutter lief Ski; sein Vater war Skiläufer und Bergsteiger. Als Jugendlicher begann er zunächst mit Biathlon, bevor er zum Ski-Orientierungslauf wechselte. Ab den späten 1980er Jahren lebte und trainierte er in Schweden, wo er auch seine spätere Frau Arja Hannus kennenlernte.
Kusmin wurde bei der Weltmeisterschaft 1992 im französischen Pontarlier auf der Kurz- und auf der Langdistanz jeweils hinter Vidar Benjaminsen aus Norwegen und Vesa Mäkipää aus Finnland Dritter. Mit der GUS-Staffel, der auch Wiktor Kortschagin, Nikolai Bondar und Wladislaw Kormtschikow angehörten, gewann er eine Silbermedaille. Bei der Weltmeisterschaft 1994 in Italien wurde er zusammen mit dem Italiener Nicolò Corradini aufgrund Zeitgleichheit Kurzdistanzweltmeister. Zudem gewann er Bronze mit der russischen Staffel.
Nach seiner Karriere als Aktiver betätigt sich Kusmin als Redakteur bei verschiedenen Skisportzeitschriften. 1996 wurde er als „Verdienter Meister des Sports“ ausgezeichnet.

## Platzierungen
Weltmeisterschaften:
- 1988: 15. Platz Kurz, 6. Platz Lang, 4. Platz Staffel
- 1990: 7. Platz Kurz, 6. Platz Lang, 4. Platz Staffel
- 1992: 3. Platz Kurz, 3. Platz Lang, 2. Platz Staffel
- 1994: 1. Platz Kurz, 12. Platz Lang, 3. Platz Staffel